# 侯瑱
侯 瑱（こう てん／こう ちん、天監9年（510年）- 天嘉2年3月9日（561年4月9日））は、南朝梁から陳にかけての軍人。字は伯玉。本貫は巴西郡南充国県。

## 経歴
西蜀の豪族の侯弘遠の子として生まれた。張文萼が白崖山に拠って南朝梁にそむくと、梁の益州刺史の鄱陽王蕭範は侯弘遠に命じて張文萼を討たせた。侯弘遠が戦死すると、侯瑱は父の復讐を決意し、軍の先頭に立って戦い、張文萼を斬って名を知らしめた。侯瑱は蕭範に仕え、蕭範は侯瑱に将軍に任じて、山間部の少数民族の反抗をたびたび鎮圧させた。功績により軽車府中兵参軍・晋康郡太守に任じられた。蕭範が雍州刺史となると、侯瑱は超武将軍・馮翊太守に任じられた。蕭範が合肥に移鎮すると、侯瑱はまたこれに従った。
侯景が建康を包囲すると、蕭範は嫡子の蕭嗣を派遣して建康の援軍とし、侯瑱には蕭嗣を補佐させた。建康が陥落すると、侯瑱は蕭嗣とともに合肥に退却した。蕭範が湓城に移ると、これに従った。蕭範と蕭嗣が死去すると、侯瑱はその軍を引き継いで、豫章郡太守の荘鉄を頼った。荘鉄は侯瑱を疑い、侯瑱も不安におびえて、先手を取って荘鉄を騙し討ちにすると、豫章郡を領有した。
侯景の部将の于慶が南方経略のため豫章郡にやってくると、城邑が次々と陥落して侯瑱は孤立し、やむなく于慶に降伏した。于慶は侯瑱の身柄を侯景のもとに送り、侯景は侯瑱が同姓であることから宗族あつかいして厚遇し、その妻子と弟を人質とした。侯瑱は于慶に従って蠡南の諸郡の平定にあたった。
侯景が巴陵で敗れると、侯景の部将の宋子仙や任約らは南朝梁の湘東王蕭繹の派遣した東征軍に捕らえられた。そこで侯瑱は侯景の党与を殺して蕭繹につき、侯景のもとで人質になっていた侯瑱の妻子や弟は殺害された。侯瑱は蕭繹により武臣将軍・南兗州刺史に任じられ、郫県侯に封じられた。都督の王僧弁に従って侯景を討ち、つねに軍の先頭に立って戦った。建康が奪回され、侯景が呉郡に逃れると、侯瑱は王僧弁の命を受けて侯景を追い、侯景と呉松江で戦って撃破した。銭唐に進軍して、侯景の部将の謝答仁や呂子栄らを降した。功績により南豫州刺史に任じられ、姑孰に駐屯した。
承聖2年（553年）、北斉の郭元建が濡須から出兵してくると、侯瑱は王僧弁に3000の兵を与えられ、東関に塁を築いて郭元建の進軍をはばみ、撃破した。使持節・鎮北将軍の位を受けた。
承聖3年（554年）、西魏軍が荊州に侵攻してくると、侯瑱は王僧弁の命を受けて前軍として救援に赴いたが、到着しないうちに江陵は陥落した。侯瑱は九江におもむき、晋安王蕭方智を護衛して建康に帰還した。梁王蕭方智が承制すると、侯瑱は使持節・侍中・都督江晋呉斉四州諸軍事・江州刺史に任じられ、康楽県公に改封され、車騎将軍に進んだ。陸法和が郢州に拠って北斉につくと、侯瑱は都督として軍を率いて陸法和の討伐に向かったが、到着しないうちに陸法和は部下を率いて北斉に入った。北斉の慕容儼が夏首に駐屯したため、侯瑱は水陸からこれを攻撃した。慕容恃徳の軍は糧食が尽きて講和を求めたため、侯瑱は凱旋して豫章郡に駐屯した。
侯瑱は王僧弁の弟の王僧愔とともに軍を率いて蕭勃を討った。承聖4年（555年）、陳霸先が王僧弁を殺害すると、王僧愔はひそかに侯瑱の軍を奪って陳霸先と対抗する計画を立てた。侯瑱はこれを察知すると、先手を取って王僧愔の軍を掌握したため、王僧愔は北斉に亡命した。
紹泰2年（556年）、侯瑱は開府儀同三司の位を加えられた。侯瑱は王僧弁の部下であったため、敬帝（蕭方智）や陳霸先に従おうとしなかった。余孝頃が敬帝の任じた豫章郡太守としてやってきたが、侯瑱が豫章に駐屯していたために郡城に入ることができず、新呉県に城柵を立てて侯瑱と対抗した。侯瑱は軍人の妻子を豫章に抑留し、従弟の侯奫に後事を任せて、軍を率いて余孝頃を攻撃した。夏から冬にかけて断続的に戦ったが、勝利できなかった。侯奫はその部下の侯方児と合わず、侯方児が怒って起兵すると、侯奫を攻め、侯瑱の軍府の妾妓や金玉を略奪して陳霸先に帰順した。侯瑱は豫章郡を失って、湓城に逃れ、焦僧度の保護を受けた。焦僧度は北斉への亡命を勧めたが、侯瑱は陳霸先が自分を容れてくれるとみて、建康を訪れて降伏した。陳霸先は侯瑱の爵位をもどしてやった。
永定元年（557年）、陳が建国されると、侯瑱は侍中・車騎将軍の位を受けた。永定2年（558年）、司空に進んだ。前年に周文育・侯安都らが王琳と沌口で戦い、敗れて捕らえられていたために、侯瑱は都督西討諸軍事となった。侯瑱は梁山まで進軍した。永定3年（559年）、南朝陳の文帝が即位すると、侯瑱は太尉に進んだ。王琳が東下して柵口にやってくると、侯瑱はまた都督となって、その対処にあたった。侯瑱は王琳と100日あまりにわたって対峙したが、決着はつかなかった。
天嘉元年（560年）2月、長江下流域の水系は増水して戦艦の通行が容易となったため、王琳は合肥・巣湖の水軍を引き連れて、陳軍を圧迫した。侯瑱は水軍を率いて虎檻洲に停泊し、王琳は長江の西に船列をならべて、洲を隔てて停泊した。翌日、両軍は戦闘し、王琳軍はやや退いて、長江の西岸にうつった。この日の夕方、東北の風が起こって、王琳の艦隊に打撃を与えた。また翌朝になって風が静まっても、王琳は鹿角を岸にめぐらせて出撃してこなかったので、侯瑱は水軍を蕪湖に避難させた。このころ北周の大将軍の史寧が王琳の本拠である郢州を包囲したため、王琳軍に長期戦ができない事情が生まれていた。王琳は戦線の崩壊を恐れて、陳軍を早急に撃滅するために蕪湖を去ること十里のところに停泊させた。北斉の儀同の劉伯球が1万人あまりを率いて王琳の水軍を援助し、また北斉の行台慕容儼の子の慕容子会が鉄騎2000を率いて蕪湖の西岸の博望山の南に布陣した。このとき西南の風が急に吹いたため、王琳はこの機に直に建康を襲おうと図った。侯瑱は蕪湖を出てその後をつけた。両軍が会戦すると、王琳軍の放った火がかえって自らの船を焼いた。王琳の水軍は大敗し、その歩兵で西岸にたどりついた者たちも、陳軍に包囲されて脱出できた者は少なかった。陳軍は多数の戦艦や器械を鹵獲し、北斉の劉伯球・慕容子会らを捕らえ、捕虜は万を数えた。王琳らは湓城に敗走し、妻妾や側近ら十数人とともに北斉に亡命した。
この年、侯瑱は都督湘巴郢江呉等五州諸軍事となり、湓城に駐屯した。北周の賀若敦・独孤盛らが巴州・湘州に侵攻してくると、侯瑱は西討都督となり、独孤盛と西江口で戦って、独孤盛の軍を撃破した。功績により使持節・都督湘桂郢巴武沅六州諸軍事・湘州刺史に任じられ、零陵郡公に改封された。天嘉2年（561年）、病を理由に帰朝を求めた。3月、道中で死去した。享年は52。侍中・驃騎大将軍・大司馬の位を追贈された。諡は壮粛といった。

## 子女
- 侯浄蔵（後嗣、員外散騎侍郎）
- 侯就（襲封）

## 伝記資料
- 『陳書』巻9 列伝第3
- 『南史』巻66 列伝第56